# Pod Gorzelnią (Skowierzyn)
Pod Gorzelnią – część wsi Skowierzyn położona w Polsce,  w województwie podkarpackim, w powiecie stalowowolskim, w gminie Zaleszany.
W latach 1975–1998 Pod Gorzelnią należało administracyjnie do województwa tarnobrzeskiego.